# تشان كولتر
تشان كولتر (بالإنجليزية: Chan Coulter)‏ هو منافس ألعاب قوى أمريكي، ولد في 24 سبتمبر 1901، وتوفي في 22 أغسطس 1991.

## وصلات خارجية
- تشان كولتر على موقع أوليمبيديا (الإنجليزية)